# Reichstagswahl 1920
- KPD: 4
- USPD: 83
- SPD: 103
- BB: 4
- DDP: 39
- DHP: 5
- Z: 64
- BVP: 21
- DVP: 65
- DNVP: 71

Die Reichstagswahl vom 6. Juni 1920 war die zweite Wahl während der Weimarer Republik und die erste zu einem regulären Deutschen Reichstag. Dabei verlor die Weimarer Koalition ihre Mehrheit. Die SPD musste sehr schwere Verluste hinnehmen, die vor allem durch die im Vergleich zum Vorjahr stark verbesserte landesweite Organisation der konkurrierenden USPD zu erklären waren. Die linksliberale DDP verlor sogar mehr als die Hälfte ihres prozentualen Ergebnisses. Bei den Zahlen für die Zentrumspartei (Z) ist zu beachten, dass die BVP statt dieser in Bayern antrat.
Der Verlust der Mehrheit für die die Republik uneingeschränkt tragenden Parteien der Weimarer Koalition war, wie sich zeigen sollte, von Dauer. Insgesamt wurden 38 Frauen in den Reichstag gewählt.

## Hintergrund

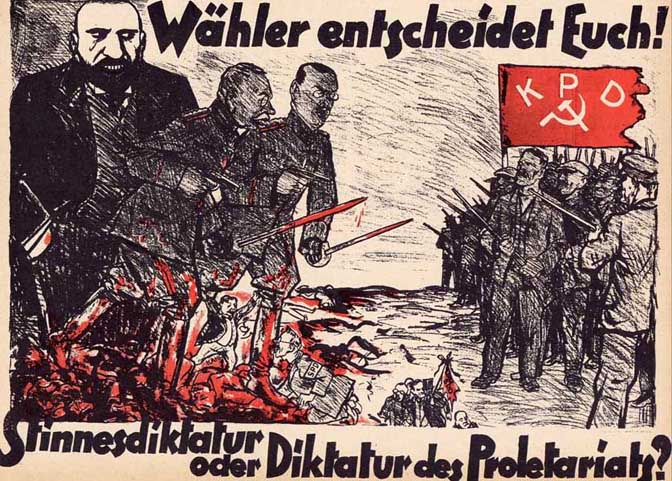
Plakat der KPD zu den Reichstagswahlen 1920, karikiert sind Hugo Stinnes (ganz links), Hans von Seeckt (2. v. l.), sowie Gustav Noske (?, 3. v. l.)

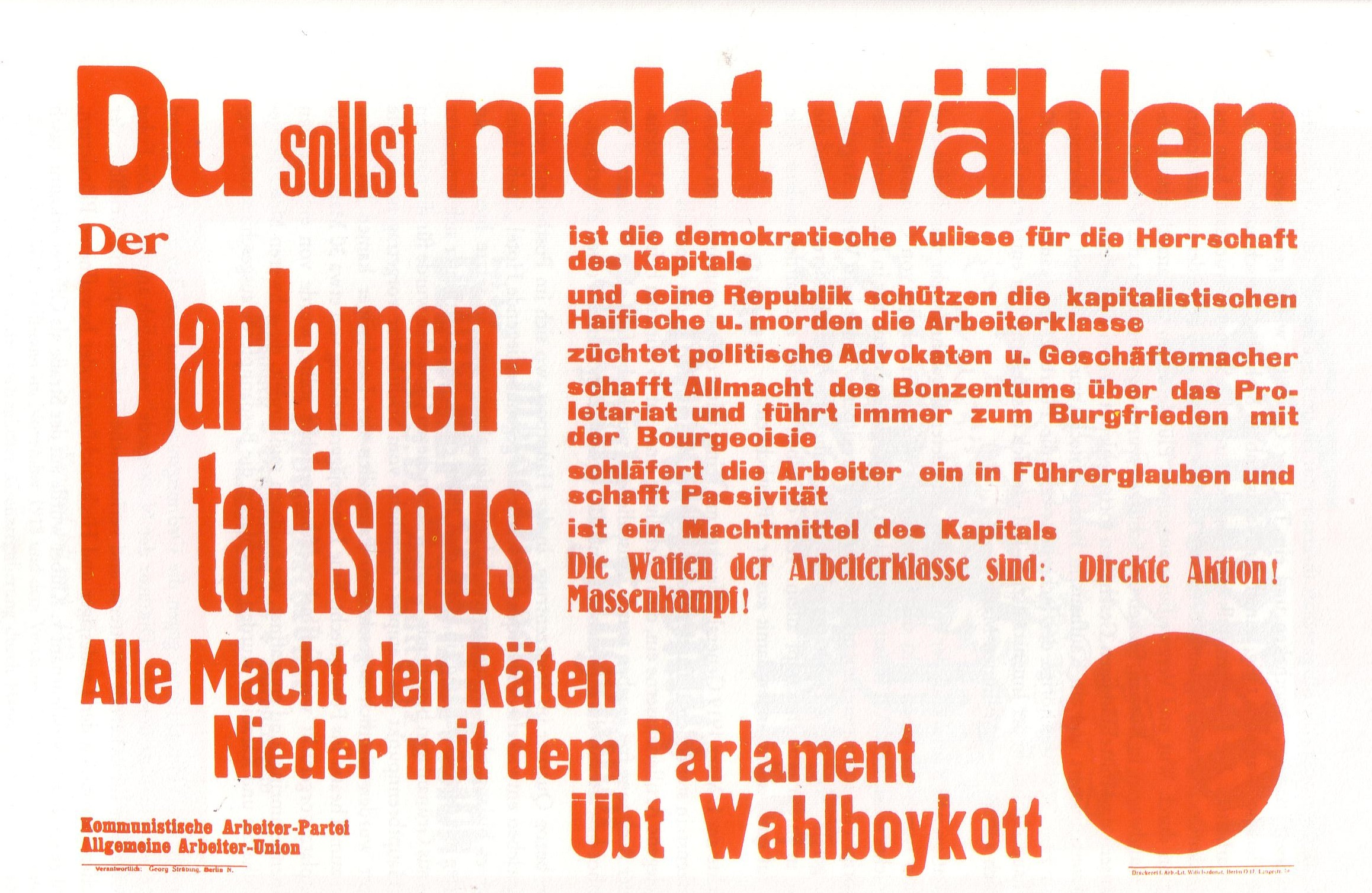
Aufruf zum Wahlboykott der KAP

Obwohl die erste reguläre Reichstagswahl erst für Herbst 1920 vorgesehen war, da dann in den meisten Abstimmungsgebieten klar war, ob sie Teil des Deutschen Reiches blieben oder nicht, beugte sich die Regierung unter dem Reichskanzler Hermann Müller dem Verlangen der Rechten nach dem Ende des Kapp-Putsches zur Abhaltung der Wahl zu einem früheren Zeitpunkt. Dies hatte zur Folge, dass die Wahlen in den bei Deutschland verbleibenden Abstimmungsgebieten nachgeholt werden mussten. Sie fanden am 20. Februar 1921 in den Wahlkreisen Ostpreußen und Schleswig-Holstein und am 19. November 1922 im Wahlkreis Oppeln statt.
Der Kapp-Putsch und die Folgen – etwa der Ruhraufstand, aber auch der Vertrag von Versailles und die Steuerreform – hatten erheblichen Einfluss auf den Ausgang der Wahl. Im linken Lager bewirkten diese Ereignisse eine Radikalisierung; die Linke kritisierte die staatstragenden Parteien, weil sie die Kräfte der Reaktion erstarken ließen. Im Bürgertum führten die inneren Unruhen zur Sehnsucht nach autoritären Strukturen und einer Hinwendung zu den rechten Parteien. Die Rechte warf der Weimarer Koalition vor, die nationale Ehre und die Besitzinteressen verletzt zu haben.

## Ergebnis
Bei der Wahl verlor die Weimarer Koalition als die eigentliche Trägerin der Republik ihre Mehrheit. Bei den folgenden Wahlen sollte sich zeigen, dass dies eine dauerhafte Entwicklung war. Politisch gewonnen hatten die Kräfte, die den Klassenkompromiss von 1919 nicht mitgetragen hatten. 
Am stärksten waren die Verluste bei der MSPD und der DDP. Die gemäßigten Sozialdemokraten erhielten statt 37,9 % nur noch 21,6 % der Stimmen, obgleich sie damit noch die stärkste Fraktion darstellten, neben der USPD mit immerhin größerem Vorsprung vor der stärksten konservativen Kraft, der DNVP. Die DDP sank von 18,5 % auf 8,3 % ab. Geringer waren die Verluste bei der Zentrumspartei, die im Vergleich zur letzten Wahl kein Bündnis mehr mit der BVP bildete.
Die Wahlbeteiligung war etwa 4 Prozentpunkte geringer als bei der Wahl zur Nationalversammlung. 
Von den Verlusten profitierten die rechten und linken Parteien. Die Deutsche Volkspartei erhielt 13,9 % der Stimmen (nach 4,4 % 1919). Die DNVP legte von 10,3 % auf 15,1 % zu. Auf der linken Seite des politischen Spektrums verbesserte sich die USPD als direkte Konkurrentin der Regierungspartei MSPD deutlich von 7,6 % auf 17,9 %. 
Die erstmals kandidierende KPD erhielt 2,1 %. Insgesamt kamen die republikfeindlichen oder zumindest -kritischen Parteien DVP, DNVP, USPD und KPD auf 49 % der Stimmen. Nur ein Jahr nach der Revolution von 1918 stand damit ein Großteil der Bevölkerung dem neuen Staat zumindest distanziert gegenüber.
Die Rekonstruktion der Wählerwanderung zeigt, dass die MSPD vor allem Stimmen an die USPD verlor. Besonders stark waren die Verluste der MSPD und die Gewinne der USPD in Großstädten. Verluste erlitt die MSPD aber auch auf dem Land. In Ostpreußen, wo die Wahlen 1921 nachgeholt wurden, wählte ein Teil der Landarbeiter, die 1919 für die SPD gestimmt hatten, nun die DNVP. Im bürgerlichen Lager wechselten zahlreiche Wähler der DDP zur DVP. Anton Erkelenz brachte das Wahlverhalten auf eine plastische Formel: Im Jahr 1919 habe die Mitgliedskarte der DDP als „Lebensversicherungspolice bei der befürchteten Bartholomäusnacht“ gegolten; im Jahr 1920 dagegen habe eine Mitgliedskarte der DVP als „Versicherungsschein gegen Aufteilung des Vermögens“ gedient.

## Ergebnisse und regionale Verteilung
Bei 35,949 Millionen Stimmberechtigten wurden 28,196 Millionen gültige Stimmen abgegeben. Die Wahlbeteiligung lag damit bei 79,2 %.
Hinsichtlich der regionalen Parteienpräferenz zeigte sich von Wahlkreis zu Wahlkreis ein heterogenes Bild. Sieben Parteien wurden in mindestens einem Wahlkreis stärkste Kraft. Die SPD erhielt in elf Wahlkreisen die meisten Stimmen, unter anderem in Norddeutschland und Niederschlesien, während die USPD ihre besten Ergebnisse in Mitteldeutschland erzielte. In mehrheitlich katholischen Gebieten wie dem Rheinland und Oberschlesien war das Zentrum am stärksten, in Bayern die Bayerische Volkspartei. Die Hochburgen der DNVP befanden sich in Pommern und Ostpreußen. Die DVP dominierte in zwei Wahlkreisen. Im Wahlkreis Osthannover vereinigte eine Regionalpartei die meisten Stimmen auf sich, nämlich die Deutsch-Hannoversche Partei (DHP).
Insgesamt ähnelte die Verteilung der Stimmen den Ergebnissen der Reichstagswahl von 1912 mehr als der der Wahl zur Nationalversammlung 1919, womit das Land zu einer gewissen Kontinuität im Wahlverhalten zurückkehrte.
Nach der Wahl setzte sich der Reichstag wie folgt zusammen (nach den Nachwahlen):
| Partei                                                     | Stimmen (absolut) | Stimmen (in Prozent) | Änderung (in Prozentpunkten) | Reichstags- sitze | Änderung zu 1919 |
| ---------------------------------------------------------- | ----------------- | -------------------- | ---------------------------- | ----------------- | ---------------- |
| Sozialdemokratische Partei Deutschlands (SPD)              | 6.179.991         | 21,9 %               | −16,0 %                      | 103               | −60              |
| Unabhängige Sozialdemokratische Partei Deutschlands (USPD) | 4.971.220         | 17,6 %               | +10,3 %                      | 83                | +61              |
| Deutschnationale Volkspartei (DNVP)                        | 4.249.100         | 15,1 %               | +4,8 %                       | 71                | +27              |
| Deutsche Volkspartei (DVP)                                 | 3.919.446         | 13,9 %               | +9,5 %                       | 65                | +46              |
| Deutsche Zentrumspartei (Zentrum)                          | 3.845.001         | 13,6 %               | −6,1 % 1                     | 64                | −27              |
| Deutsche Demokratische Partei (DDP)                        | 2.333.741         | 8,3 %                | −10,2 %                      | 39                | −36              |
| Bayerische Volkspartei (BVP)                               | 1.238.604         | 4,4 %                | – 1                          | 21                | +21              |
| Kommunistische Partei Deutschlands – Spartakusbund (KPD)   | 589.454           | 2,1 %                | –                            | 4                 | +4               |
| Deutsch-Hannoversche Partei (DHP)                          | 319.108           | 1,1 %                | +0,9 %                       | 5                 | +4               |
| Bayerischer Bauernbund                                     | 218.596           | 0,8 %                | −0,1 %                       | 4                 | ±0               |
| Sonstige                                                   | 332.071           | 1,2 %                | +0,55 %                      | 0                 | ±0               |
| Gesamt                                                     | 28.196.332        | 99,5 %               |                              | 459               | +38              |

1) Die Stimmenzahl von 19,7 % als Vergleichszahl von der Wahl zur Deutschen Nationalversammlung 1919 gilt gemeinsam für das Zentrum und die BVP.

Stimmenstärkste Parteien nach Wahlkreisen (angegeben ist jeweils der Prozentanteil der stärksten Partei)

## Regierungsbildung
Nach der Wahl trat der Reichstag erstmals am 24. Juni 1920 zusammen. Die unklaren politischen Verhältnisse führten zu langwierigen Verhandlungen über eine Regierungsbildung. Schließlich kam ein bürgerliches Minderheitskabinett aus DDP, DVP und Zentrum zustande, nachdem die DVP zugesichert hatte, auf dem Boden der Weimarer Reichsverfassung zu agieren. Von der bisherigen Regierung unterschied sich die neue also in der Hinzunahme der DVP, die unter den Bürgerlichen mit Abstand am stärksten hinzugewonnen hatte, anstelle der SPD. Die SPD lehnte eine Regierungsbeteiligung ab, weil sie nicht mehr gegenüber ihren Wählern die Verantwortung für unpopuläre Maßnahmen übernehmen wollte. Ein weiterer Aspekt war, dass die Partei nicht mit der DVP zusammenarbeiten wollte, hatte diese doch einen betont antisozialdemokratischen Wahlkampf geführt und großindustrielle Interessen vertreten. Reichspräsident Friedrich Ebert ernannte Constantin Fehrenbach vom Zentrum zum Reichskanzler. Die Regierung, an der die SPD nicht beteiligt war, war auf deren Tolerierung angewiesen.